# Lophostoma carrikeri
Lophostoma carrikeri là một loài động vật có vú trong họ Dơi mũi lá, bộ Dơi. Loài này được J. A. Allen mô tả năm 1910.